# Julien Cornell
Julien Davies Cornell (Brooklyn, 17 marzo 1910 – Goshen, 2 dicembre 1994) è stato un avvocato e pacifista statunitense.
Nel corso della sua carriera si è occupato a lungo della difesa dei diritti civili ed è ricordato per essere stato l'avvocato difensore di Ezra Pound contro l'accusa di tradimento nei confronti degli Stati Uniti.

## Biografia
Figlio di Edward H. Cornell, un brillante avvocato di Wall Street, e di Esther Haviland, erede del celebre patrimonio di porcellane Haviland, all'età di 12 anni lasciò Brooklyn per frequentare il piccolo collegio dei quaccheri di Lake Mohonk, nello stato di New York. La scuola era stata fondata dalla famiglia Smiley, promotrice, dal 1895 al 1916, degli incontri della Lake Mohonk Conference on International Arbitration, funzionali all'istituzione, nel 1899, nell'ambito della Convenzione dell'Aja (Paesi Bassi), della Corte permanente di arbitrato (CPA).

### Gli anni della formazione
Dopo essersi brillantemente diplomato, suo padre avrebbe voluto fargli proseguire gli studi alla Cornell University, fondata dal suo antenato Ezra Cornell, ma la madre lo convinse poi a frequentare lo Swarthmore College, un piccolo college privato fondato dai quaccheri nella cittadina di Swarthmore, in Pennsylvania, non lontano da Filadelfia. Entrato in questo college all'età di 16 anni, Julien intraprese studi di legge, in particolare seguendo corsi in diritto costituzionale e internazionale, fino al diploma conseguito nel 1930. Fu membro della Società degli Amici (Quaccheri). A proposito del periodo allo Swarthmore dirà in seguito: «Lo Swarthmore mi ha dato due cose, associate al suo retaggio quacchero, che conservo: un sano scetticismo per i testi e le autorità, e un profondo rispetto per la dignità e i valori dell'individuo».
L'interesse di Cornell per la pace nel mondo si accentuò nella sua maturità. Progettò una sorta di movimento per la pace con i suoi compagni di studi Haines Turner e Harold Wagner. Il movimento non vedrà mai la luce, ma questa esperienza rafforzò in lui le sue convinzioni pacifiste («Il mio studio del problema della guerra mi fece diventare da allora un convinto pacifista, a differenza di molti quaccheri, la maggioranza dei quali durante la seconda guerra mondiale sostenne il nostro governo nel suo intervento militare, perdonandogli persino la coscrizione obbligatoria mentre nello stesso tempo sosteneva che venisse rispettata la libertà di coscienza»). Dal 1930 frequentò la Yale Law School, dove seguì i corsi di Arthur Corbin, Edwin Borchard, Charles E. Clark, Thurman Arnold, e William O. Douglas, e si laureò nel 1933. Queste esperienze formative influenzarono fortemente il suo pensiero in materia di giustizia sociale ed economica.
Il 27 giugno 1932 sposò una sua compagna di studi a Swarthmore, Virginia Barnes Stratton, da cui ebbe quattro figli (due maschi e due femmine). Dopo essersi laureato cominciò a lavorare nello studio legale del padre a Wall Street (Davies, Averbach and Cornell). Questo lavoro non gli era congeniale, soprattutto per la mancanza di attenzione agli aspetti umani e sociali della professione («Il mio principale malumore [...] risiedeva nell'enfasi che veniva data al fare soldi [...] che venisse quasi ignorato l'aspetto umano e sociale del servizio di un avvocato nei confronti dei suoi clienti e della comunità»).

### Durante la guerra
Lo scoppio della seconda guerra mondiale e l'emanazione da parte del Congresso del Burke-Wadsworth Bill (Selective Service Act) nel 1940, fornirono a Cornell l'occasione per difendere casi di obiettori di coscienza che si opponevano alla guerra. Venne così contattato da organizzazioni non governative per la difesa dei diritti civili e delle libertà individuali negli Stati Uniti, in particolare da Roger Nash Baldwin, dell'American Civil Liberties Union (ACLU), da Evan Thomas della War Resisters League e da A.J. Muste e John Nevin Sayre della Fellowship of Reconciliation, per «rappresentare [...] i pacifisti che si erano rifiutati di registrarsi alle liste di leva, nella convinzione che la legge fosse moralmente e legalmente sbagliata, come pure incostituzionale»). Tale legge rappresentava un passo avanti rispetto alla situazione della prima guerra mondiale, e tuttavia secondo alcuni, e Cornell fra questi, non recepiva completamente il British National Service Act del 1939, che prevedeva l'assoluta esenzione da ogni servizio per gli obiettori. Durante la guerra Cornell trattò centinaia di casi riguardanti obiettori di coscienza che erano stati in prigione ed erano stati maltrattati per essersi rifiutati di registrarsi o che erano scontenti per come erano stati trattati nei campi del servizio civile (Civilian Public Service o CPS). Come avvocato del National Service Board for Religious Objectors, offrì sempre gratuitamente il suo patrocinio.
Cornell espresse la sua tensione morale per le libertà civili e i diritti degli obiettori di coscienza in due libri. In The Conscientious Objector and the Law (1943), Cornell esaminò attentamente le misure del disegno di legge del 1940 e la sua iniqua applicazione. Questo libro fu seguito da Conscience and the State (1944), che proseguiva sulla linea critica della legge e del Selective Service Board. In entrambe le opere Cornell ribadisce la sua tesi secondo cui gli Stati Uniti avrebbero dovuto seguire il modello britannico, per il quale gli obiettori di coscienza non avrebbero dovuto registrarsi o essere arruolati prima di dichiarare la loro opposizione alla guerra, che i campi del CPS non avrebbero dovuto restare sotto la giurisdizione del Selective Service System, e che il mancato pagamento del lavoro svolto dagli obiettori nei campi e il rifiuto del governo di fornire degli edifici adeguati per ospitare le loro famiglie rappresentava una grossa ingiustizia.

### Il processo a Ezra Pound
La maggiore notorietà di Cornell si ebbe nel 1946, quando rappresentò Ezra Pound. Nel novembre del 1945 il suo amico James Laughlin, poeta e fondatore della casa editrice New Directions, lo contattò per chiedergli se avesse voluto rappresentare Ezra Pound, che era appena stato arrestato in Italia e accusato del reato di tradimento a causa delle sue trasmissioni radiofoniche diffuse da Radio Roma nel 1942 e 1943, in cui criticava il presidente Roosevelt e l'intervento militare americano. Nonostante l'opinione pubblica fosse contro Pound, Cornell accettò con entusiasmo l'incarico. Dopo aver incontrato Pound, ed essersi consultato con diversi suoi vecchi amici, Cornell si risolse a sostenere un'istanza di insanità per il suo cliente. Si tennero delle udienze preliminari, dinanzi a una corte presieduta dal giudice Bolitha Laws e vennero anche ascoltati come testimoni i quattro psichiatri che si erano occupati del caso. Il verdetto di queste udienze preliminari fu che Pound era insano e dunque non in grado di affrontare un processo. Per questo motivo però fu rinchiuso nell'ospedale psichiatrico federale di St. Elizabeths a Washington, in attesa che tornasse in uno stato mentale che gli consentisse di affrontare il processo. La situazione di stallo che si era creata, che di fatto limitava a tempo indeterminato la libertà di un cittadino americano senza che questi fosse stato sottoposto a un giusto processo, venne ritenuta anticostituzionale e non risolvibile, per cui il caso, anche a seguito di una petizione promossa dallo scrittore Robert Frost, venne archiviato nel 1958 e Pound rilasciato. La gestione del caso Pound da parte di Cornell, al di là del fatto che egli non avrebbe mai potuto prevedere che Pound sarebbe rimasto rinchiuso al St. Elizabeths per ben 12 anni, fu abile ed efficace, in quanto riuscì a evitare una possibile condanna a morte o una lunghissima reclusione al poeta statunitense. Con questo caso Cornell mise in evidenza le contraddizioni del sistema giudiziario americano: da una parte si accusava Pound di tradimento nei confronti degli Stati Uniti e dall'altra, nella società civile, gli veniva assegnato uno dei più importanti premi per la poesia, il premio Bollingen della biblioteca del Congresso per i Cantos pisani.

### La petizione in favore di Céline
Nel 1947 Cornell tradusse in inglese e fece stampare la memoria difensiva di Céline, che diffuse tra alcuni intellettuali e scrittori statunitensi - tra questi: Milton Hindus, James Laughlin, Henry Miller, Robert Allerton Parker (traduttore di "Mea culpa" e "Semmelweis"), Edgard Varèse - come parte di una petizione, di cui si fece promotore, in favore dello scrittore francese. Céline espresse in seguito la sua gratitudine per questa petizione in una lettera Milton Hindus.

### Il dopoguerra e gli ultimi anni
Nell'immediato dopoguerra Cornell curò un documentato saggio sul governo del mondo intitolato "New World Primer" (1947). Nel 1949-1950 lavorò per l'American Friends Service Committee in Europa. Lì organizzò una serie di conferenze estive per giovani studenti interessati alla pace nel mondo nei centri quaccheri di Londra, Roma, Berlino e Vienna. Quando tornò negli Stati Uniti, nel luglio del 1950, si stabilì con la famiglia nella Central Valley, nello stato di New York, dove la famiglia di suo padre si era inizialmente stabilita durante la rivoluzione americana. Da quel momento si dedicò alla professione legale privata nella Central Valley. Divenne anche un benefattore della sua università. Nel 1965 Cornell e sua moglie crearono il Cornell Visiting Professorship, e nel dicembre del 1967, assieme ai suoi fratelli, rese possibile l'apertura della Friends Historical Library di Swarthmore. Dal 1970 al 1982 Cornell fu presidente dello Swarthmore's Development and Property Committee. Nel 1983, per la sua dedizione al college, fu insignito della laurea ad honorem Doctor of Humane Letters (DHL).
Morì di cancro il 2 dicembre 1994, nell'ospedale di Arden Hill, nell'area urbana di Goshen, nello stato di New York.

## Opere e riferimenti bibliografici
- The Conscientious Objector and the Law, The John Day company, New York 1943 (ripubblicato nel 1972 da J. S. Ozer, New York e nel 1973 da Garland Publications, New York)
- Conscience and the State, pubblicato dall'autore, 1944
- New World Primer, New Directions Books, New York 1947
- The Trial of Ezra Pound. A Documented Account of the Treason Case by Defendant's Lawyer, The John Day Company, New York 1966 (ripubblicato nel 1967 da Faber & Faber, London)
- Lexcetera: Autobiography of a Lawyer, pubblicato dall'autore, 1971
- A tale of treasure trove, Smith Clove Press, Central Valley, N.Y. 1977

Le corrispondenze, le memorie legali e i documenti relativi alla sua attività sono raccolte principalmente nei fondi:
- Julien D. Cornell papers, 1940-1947, della Swarthmore College Peace Archive;
- Julien Cornell papers relating to Ezra Pound nella Beinecke Rare Book and Manuscript Library della Yale University di New Haven (Connecticut).